# Ali Raymi

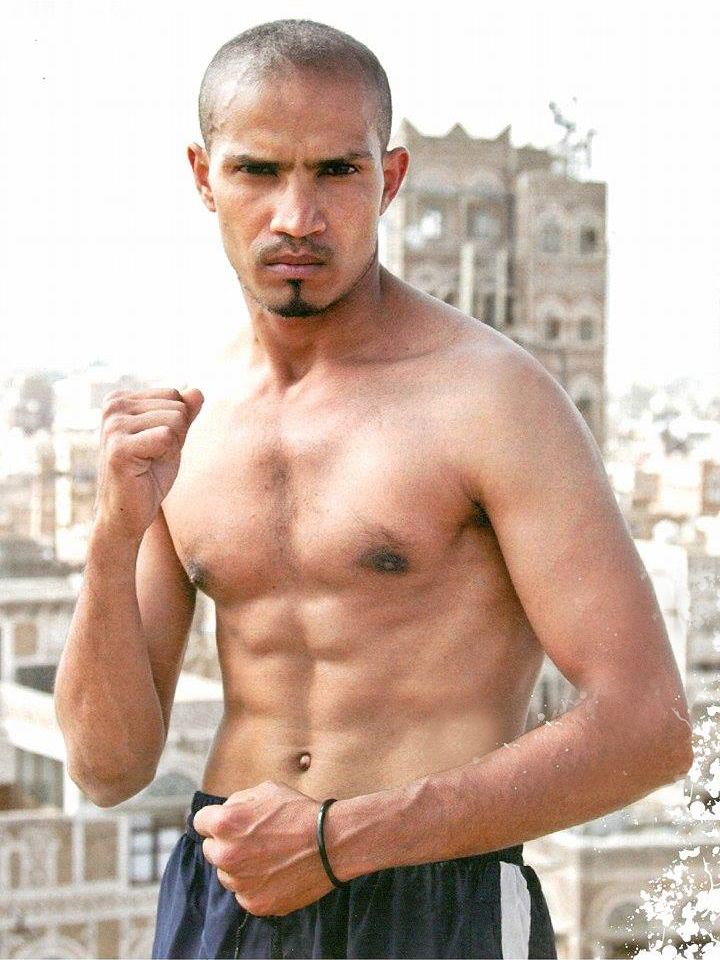
Ali Raymi

Ali Raymi (em árabe : علي الريمي também conhecido como Deus e TGE - The Greatest Ever , Mecca 7 de dezembro de 1973 - Sana'a, Yemen, 23 de maio de 2015) é um iemenita pugilista Conseguiu 21 vitórias consecutivas por nocaute no primeiro round. Em sua carreira profissional ganhou um total de 25 lutas sem derrotas. 